# František Soukup
František Soukup (Mníšek pod Brdy, 28 mei 1915 – 15 februari 2002) was een Tsjechisch componist, dirigent en redacteur.

## Leven
Soukup studeerde eerst economie aan de Obchodni akademie (Handels Akademie) in Beroun. Daarna stichtte hij een eigen dansorkest. Van 1948 tot 1973 woonde hij in Praag. In 1962 is hij in de vakken dirigeren en compositie aan het Lidová Konzervatoř (Volks-conservatorium) te Praag afgestudeerd. 
In 1966 werd hij redacteur voor blaasmuziek in de muziekuitgave Panton in Praag. In 1973 vertrok hij naar het stadje Tourov bij Bavorov in Zuid-Bohemen, een regio, waar hij de thema's voor zijn compositie-werkzaamheden opdeed. Als componist schreef hij zo'n 250 werken.

## Composities

### Werken voor harmonieorkest
- Bílé konvalinky (Weiße Maiglöckchen), tango
- Bavorovská polka
- Maly Bily Oblazek, wals
- Tanec rusalky (Undinendans)
- U Máchova jezera (Aan de Mácha-zee), concertwals
- Vivat Army, mars
- Náš prezident (Onze president), mars

- Gemeinsame Normdatei: 134885880
- International Standard Name Identifier: 0000 0000 7264 464X
- Nationale Bibliotheek van Tsjechië: jk01120526
- Virtual International Authority File: 83903627
- WorldCat: E39PBJgxvWWRcBptqBk9gWdCwC